# Lutayan
Lutayan est une localité de la province de Sultan Kudarat, aux Philippines. En 2015, elle compte 63 029 habitants.